# 우에다 겐키치
우에다 겐키치(일본어: 植田 謙吉 우에다 켄키치[*], 1875년 3월 8일 ~ 1962년 9월 11일)는 일본 제국 육군의 군인으로, 할힌골 전투(노몬한 사건) 발발 당시에 관동군의 사령관이었다.

## 생애
겐키치는 일본 오사카부 출신으로, 육군 군인의 차남으로 태어났다. 1898년, 일본 육군사관학교를 졸업하고, 1909년에 일본 육군대학교를 졸업하였다. 군인이 된 후에는 육군의 두 사단, 일본 군무국, 참모 본부를 거쳐, 시베리아 출병 당시에는 블라디보스토크 파견군 참모가 되었다.
이후 교육 총감부와 기병 연대를 거쳐 1923년 8월에 육군 소장으로 진급하였고, 1928년 8월에는 육군 중장으로 진급하였다. 중국 주둔 일본군 사령관을 맡은 후에는 제9사단장으로서 상하이 사변에 참가하였고 1932년 4월 29일, 훙커우 공원에서 벌어진 훙커우 공원 폭탄투척 사건에서 조선의 독립운동가 윤봉길이 던진 폭탄에 의해 중상을 입어 왼쪽 다리를 절단했다.
그 뒤에는 참모 본부에서 일했고, 조선 주둔 일본군 사령관을 역임하였다. 1934년 11월에는 군사 참의관을 맡은 후에 관동군 사령관이 되었고, 재임 중에 일어난 할힌골 전투의 발발로 인해 전투가 끝난 후, 그 책임을 지는 형태로 1939년 12월에 예비역으로 편입되었다.
제2차 세계 대전 후에는 일본 전우 단체 연합회 회장, 일본향우연맹 회장을 맡았고 1962년에 사망하였다.

## 에피소드
할힌골 전투 당시, 대부분 신병들로 구성된 제23사단 담당구역에서 처음 사건이 발생하였다. 강력한 소련군에 대응하기 위해 관동군 최고의 정예부대인 제7사단을 파견하자는 부하의 상신에 대해, 만약 자신의 담당구역에 벌어진 사건을 다른 사단에 맡긴다면 자신은 할복하겠다고 눈물을 흘리면서까지 흥분했다고 한다. 그리하여 관동군 사령관인 우에다의 주도로 약체의 제23사단이 소련군을 상대하게 되었는데, 관동군은 소련군에게 참패했고, 자신도 이에 책임을 지고 예편처분 되었다.